# Bolesław Sulik
Bolesław Sulik (* 8. April 1929 in Toruń; † 22. Mai 2012 in Warschau) war ein polnisch-britischer Journalist, Drehbuchautor und Regisseur.
Der Sohn des polnischen Generals Nikodem Sulik folgte seinem Vater, der nach dem  Zweiten Weltkrieg im Westen blieb, nach London und begann 1949–50 an der Cambridge University ein Wirtschaftsstudium, das er jedoch abbrach. In den 1950er Jahren arbeitete er als Journalist, Essayist und Kritiker unter anderem für die Zeitschrift Tribune und schloss sich der Campaign for Nuclear Disarmament an.
Seit den 1960er Jahren besuchte er als nunmehr britischer Staatsbürger regelmäßig Polen und arbeitete dort mit den Regisseuren Andrzej Wajda (Die Schattenlinie, 1976), Kazimierz Kutz und Jerzy Skolimowski (Deep End, 1970) zusammen. Nach seinem eigenen Dokumentarfilm Three Days in Szczecin (1976) über den Hafenarbeiterstreik in Stettin erhielt er ein Einreiseverbot für Polen, so dass er während der politischen Krise 1981 das Land nicht besuchen konnte.
Er unterstützte in dieser Zeit das Komitet Obrony Robotników, arbeitete mit Jerzy Giedroyc und der Gruppe um die Exilzeitschrift Kultura zusammen und führte in drei Teilen der Filmserie The Struggles For Poland (1987) Regie. Nach dem Sturz der sozialistischen Regierung kehrte er nach Polen zurück. Dort drehte er 1991 mit In Solidarity einen kritischen Film über Lech Wałęsa, den Vorsitzenden der Gewerkschaft Solidarność und 1992 ein Interview mit dem General Wojciech Jaruzelski (Generał). 1993 wurde er Mitglied, 1995 Vorstand des nationalen Rundfunkrates (Krajowa Rada Radiofonii i Telewizji). 2009 entstand sein letzter Film Powrót do Casablanki, der 2010 beim Filmfestival von Krakau uraufgeführt wurde.